# Pseudocruzia orientalis
Pseudocruzia orientalis ist ein bei Schweinen in Indien vorkommender Spulwurm. Allerdings gibt es seit der Erstbeschreibung keine weiteren Nachweise dieses Parasiten. Er ist der einzige Vertreter der Gattung.

## Merkmale
Die  Gattung Pseudocruzia wurde von der Gattung Cruzia weil die Lippen von einer breit aufgewölbten Kutikula bedeckt sind und das Kopfende vom Körper durch eine deutliche Einziehung abgesetzt ist. Die drei Lippen sind annähernd dreieckig, tragen an der Innenseite Doppelpapillen und sind voneinander durch Nebenlappen getrennt. Der Pharynx hat ein enges Lumen, ist stark chitinisiert und mit drei Reihen aus 22 Zähnchen bewaffnet, die rechtwinklig in das Lumen ragen. Der Ösophagus hat einen großen runden Bulbus und davor eine kleine Anschwellung, ist aber nicht deutlich vom Körper des Ösophagus abgesetzt. Vom Darm geht ein nach vorn gerichteter Blinddarm aus.
Männchen sind etwa 15 mm lang und 0,72 mm dick. Der Schwanz ist konisch, die Kaudalflügel sehr klein. Die Bauchseite vor dem Anus ist rau. Die Schwanzmuskeln sind gut entwickelt und bilden schräg verlaufende Bündel. Es gibt zehn Paare festsetzender Schwanzpapillen, drei davon vor dem Anus, drei daneben. Die Spicula sind gleich, geflügelt und haben ein annähernd dreieckiges Gubernaculum.
Weibchen sind 16,2 bis 18 mm lang und 0,72 bis 0,84 mm dick. Der Schwanz verjüngt sich allmählich zu einer Spitze. Die Vulva ist wenig auffällig und liegt vor der Körpermitte. Die beiden Uteri liegen sich gegenüber (opisthodelphisch). Die Eier sind mit 100–110 × 50–60 µm relativ groß und haben eine dicke raue Schale.